# Llista de falsos amics del català amb l'esperanto
Aquesta és una llista d'alguns dels falsos amics més habituals entre l'esperanto i el català.
| Esperanto | Significat en català   | Semblant al català | En esperanto es fa servir |
| foresto   | faltar, no ser-hi      | forest             | arbaro                    |
| malalta   | baix -a                | malalt -a          | malsana                   |
| male      | al revés               | mal / malament     | malbona / malbone         |
| malsana   | malalt -a              | malsà -ana         | malsaniga                 |
| petite    | havent estat preguntat | petit              | malgranda                 |
| trairi    | travessar              | trair              | perfidi                   |